# ZSSK-Baureihe 425.95
Als Baureihe 425.95 bezeichnet die Eisenbahngesellschaft der Slowakei (ZSSK) elektrische Schmalspurtriebwagen für die in der Hohen Tatra gelegene Elektrische Tatrabahn, die dem Typ Stadler GTW 2/6 entsprechen.

## Geschichte
Ende der 1990er Jahre wurde die Ablösung der überalterten Triebwagen der Baureihe 420.95 der Elektrischen Tatrabahn dringlich. Im Zusammenhang mit der Bewerbung zu den Olympischen Winterspielen 2006 planten   die damaligen Eisenbahnen der Slowakischen Republik (ŽSR) die Beschaffung von 15 neuen Triebwagen.
Den Zuschlag für die Lieferung erhielt schließlich das Konsortium GTW Vysoké Tatry, bestehend aus dem slowakischen Ausbesserungswerk ŽOS Vrútky, Stadler Fahrzeuge und DaimlerChrysler Rail Systems. Die Fertigung der Wagenkästen und die Endmontage übernahm dabei ŽOS Vrútky. Das erste Fahrzeug wurde im Jahr 2000 abgeliefert und auf den Strecken der Elektrischen Tatrabahn ausgiebig getestet.
In den Jahren 2001 und 2002 baute ŽOS Vrútky 13 Serienfahrzeuge und eine Reserveantriebseinheit. Die neuen Fahrzeuge verdrängten  innerhalb kürzester Zeit die alten Triebwagen aus dem Betrieb. Im Jahr 2006 komplettierte ŽOS Vrútky die Reserveantriebseinheit zu einem weiteren Triebwagen, so dass der Bestand insgesamt 15 Fahrzeuge umfasst.
Nach 20 Jahren Betriebseinsatz erhalten die Fahrzeuge ab 2023 eine Grundinstandsetzung, die innerhalb von zwei Jahren abgeschlossen sein soll. Die Fahrzeuge erhalten dabei neue Klimaanlagen, eine neue Bestuhlung sowie eine neue Steuerung. Die Kosten in Höhe von 31,5 Millionen Euro werden aus EU-Mitteln finanziert.

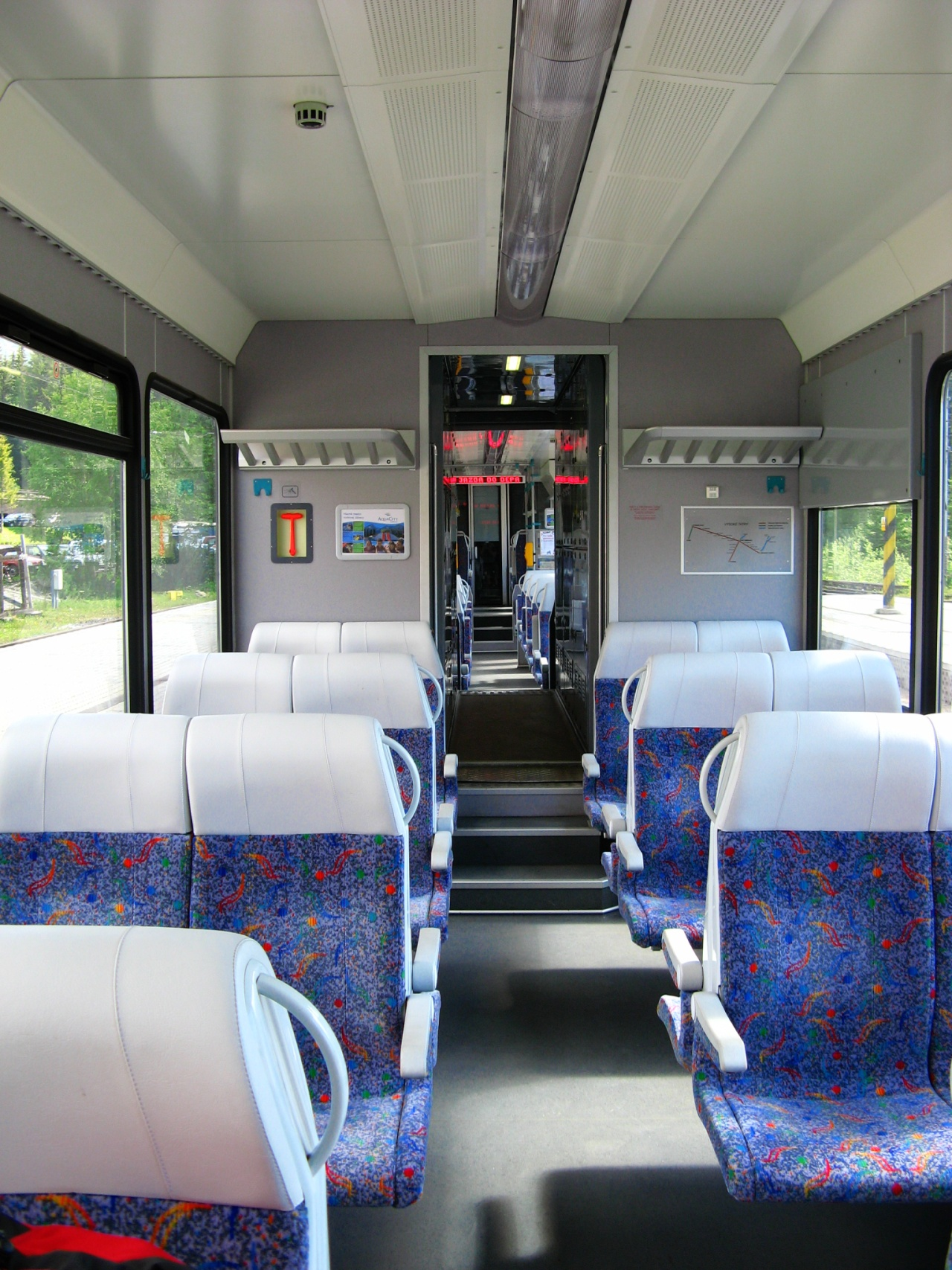
Fahrgastraum
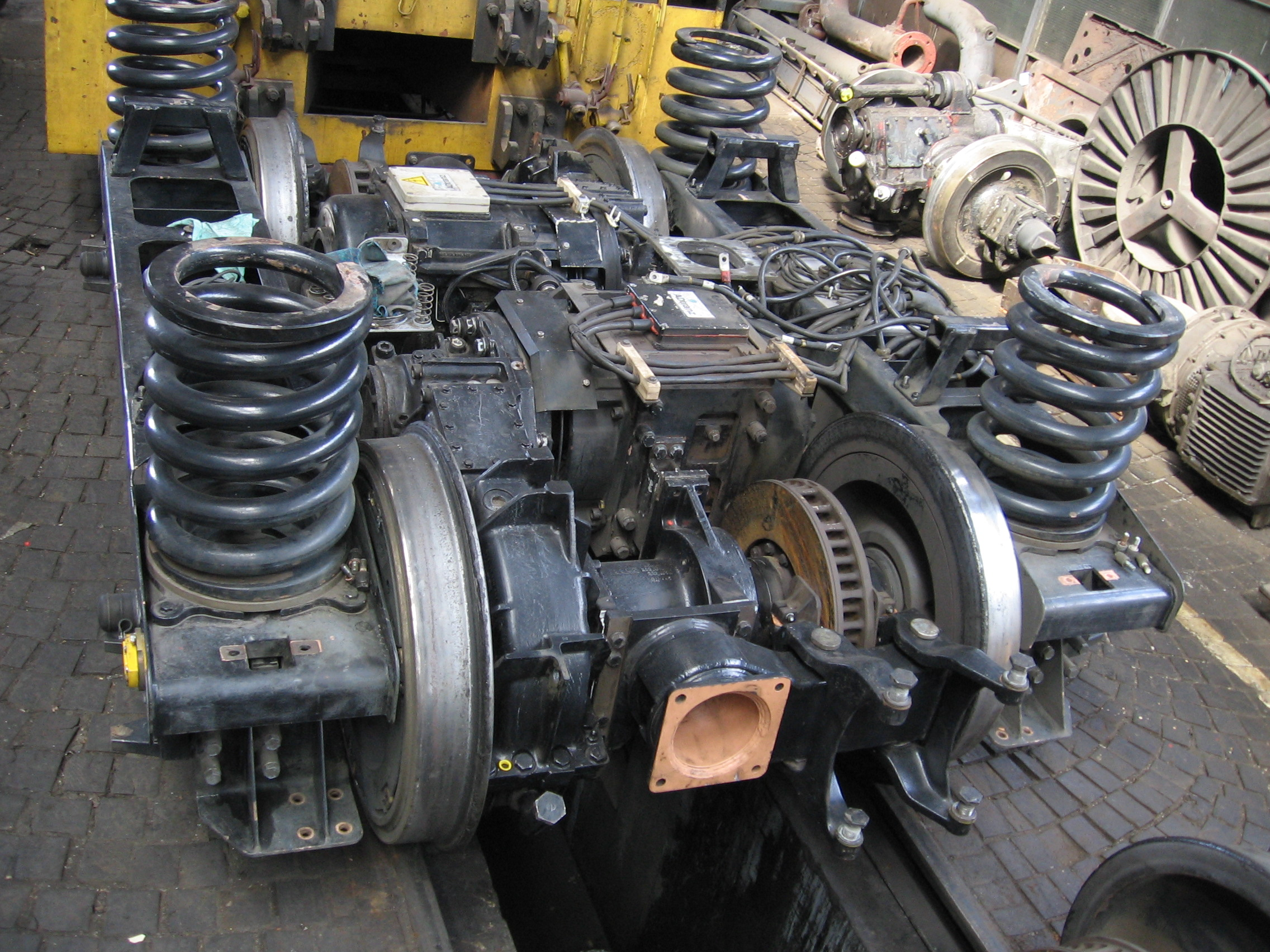
Antriebsdrehgestell
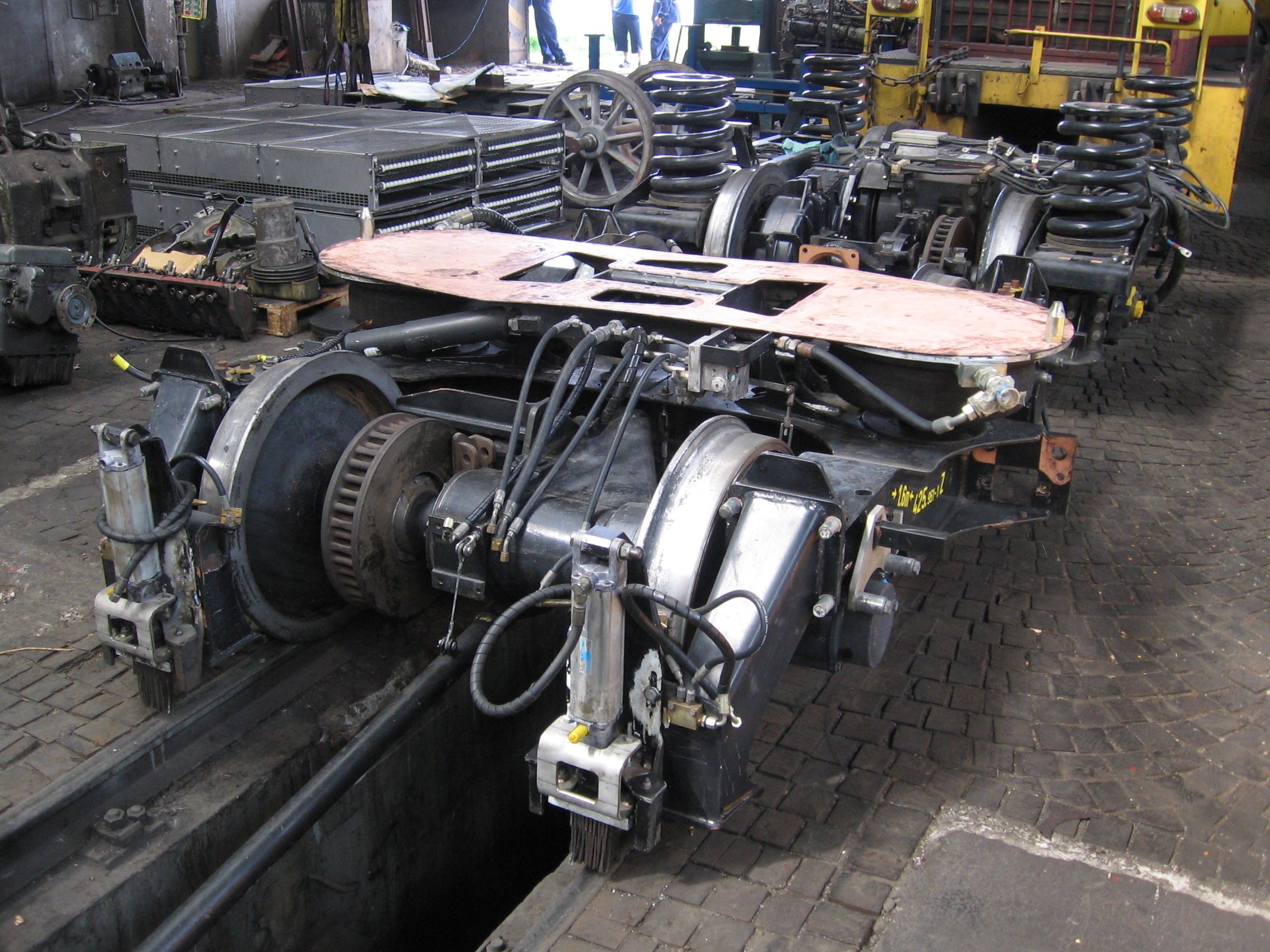
Laufdrehgestell